# Assassination Tango
Pour plus de détails, voir Fiche technique et Distribution.
Assassination Tango est un film américano-argentin produit, dirigé et avec Robert Duvall, sorti en 2002. Il est présenté au festival international du film de Toronto.
Tourné entièrement en Argentine, le film est construit autour du tango argentin.

## Synopsis
À New York, John Adams est un tueur professionnel d'origine latino déjà un peu âgé. Il est aussi passionné de danse et il danse régulièrement avec sa petite fille.
Il est envoyé pour un travail en Argentine qui ne doit pas demander plus de trois jours. Il s'agit d'abattre un officier de l'armée qui rentre au pays.
Dans l'immeuble où il est hébergé, il découvre une école de tango argentin. Devant abattre sa victime depuis un toit, il se fait attribuer un fusil avec viseur.
Sa victime ayant un accident de cheval, il doit rester trois semaines sur place. Il se met à fréquenter l'école de tango et il est fasciné.
Attiré autant par une danseuse que par le tango argentin, il la suit dans diverses écoles où il rencontre ses amis et danse avec ses amies.
L'officier étant rentré, John Adams craint une trahison et ne suit pas la démarche prévue. En avance sur le planning prévu, il se présente à l'officier sous un déguisement et l'abat à bout portant.
Il réussit à quitter le pays et à rentrer à New-York.

## Fiche technique
- Réalisation : Robert Duvall
- Scénario : Robert Duvall
- Production : Rob Carliner, Robert Duvall
- Société de production : Metro-Goldwyn-Mayer, American Zoetrope
- Musique : Luis Enríquez Bacalov
- Photographie : Félix Monti
- Montage : Stephen Mack
- Pays :  États-Unis et  Argentine
- Genre : Drame, romance et thriller
- Durée : 114 minutes
- Dates de sortie : 
  - Canada : 11 septembre 2002 (Festival international du film de Toronto)
  - États-Unis : 8 mars 2003 (South by Southwest Film Festival) / 28 mars 2003 (sortie nationale)
  - Argentine : 12 mars 2003 (Festival international du film de Mar del Plata) / 4 septembre 2003 (sortie nationale)
  - Pays-Bas : 7 septembre 2003 (Film by the Sea International Film Festival)
  - France : 9 septembre 2003 (Festival du cinéma américain de Deauville) / 18 août 2004 (sortie nationale)

## Distribution
- Robert Duvall : John J.
- Rubén Blades : Miguel
- Kathy Baker : Maggie
- Luciana Pedraza : Manuela
- Julio Oscar Mechoso : Orlando
- Michael Corrente : Le flic